# Henschel Hs 123
L'Henschel Hs 123 era un bombardiere a tuffo e da attacco al suolo  monomotore biplano prodotto dall'azienda tedesca Henschel Flugzeugwerke AG negli anni trenta ed operativo durante la Guerra civile spagnola, seconda guerra mondiale e Seconda guerra sino-giapponese.
Pur mantenendo un'impostazione superata per il periodo, la sua robustezza lo vide impegnato in prima linea con la Luftwaffe, dimostrando la sua efficacia fino alle fasi finali del secondo conflitto mondiale.

## Storia del progetto
Nel 1933, su suggerimento dell'asso dell'aviazione della prima guerra mondiale Ernst Udet, il Reichsluftfahrtministerium (RLM), il ministero che nella Germania hitleriana aveva assunto la supervisione dell'intera aviazione tedesca, emise una specifica per la fornitura di un nuovo bombardiere in picchiata da assegnare ai reparti della costituenda Luftwaffe. All'appello risposero la Fieseler Flugzeugbau Kassel e la Henschel Flugzeugwerke.
L'ufficio tecnico della Henschel avviò, su progetto dell'ingegnere Friedrich Nicolaus, lo sviluppo di un nuovo modello atto allo scopo, un robusto monomotore di costruzione metallica dall'impostazione, per l'epoca classica, monoposto, con velatura sesquiplana, ovvero con ala inferiore dall'apertura sensibilmente ridotta rispetto alla superiore, e carrello fisso al quale, come da convenzioni RLM, venne assegnata la designazione Hs 123.
Il primo prototipo, indicato come Hs 123 V1 ed equipaggiato con un motore radiale BMW 132 A-3 da 650 PS (478 kW), venne portato in volo per la prima volta il 1º aprile 1935 quindi, dopo la prima fase di prove in volo, venne inviato per essere sottoposto ad una prima valutazione dove, il successivo 8 maggio, fu lo stesso Udet a pilotarlo. In seguito, nell'estate di quello stesso anno, l'Hs 123 V1 venne messo a confronto in prove comparative con il concorrente Fieseler Fi 98 risultando chiaramente superiore determinando l'abbandono della Fieseler. I successivi prototipi differivano in qualche particolare tecnico, l'Hs 123 V2, immatricolato con marche civili D-ILUA, era equipaggiato con una diversa motorizzazione più potente, un radiale Wright Cyclone da 770 hp 574 kW, ed il terzo, l'Hs 123 V3 D-IKOU sempre motorizzato BMW 132 A-3, introduceva una cappottatura più aderente caratterizzata da 18 bugne in corrispondenza delle punterie delle singole teste del propulsore, inoltre fu il primo ad essere equipaggiato con armamento basato su una coppia di mitragliatrici MG 17 calibro 7,92 mm montate sulla parte superiore della fusoliera.
I tre esemplari vennero inviati per le prove ufficiali presso il centro sperimentale di Rechlin dove vennero intensamente testati dall'agosto 1935 (o agosto 1936 secondo altre fonti), e nelle prove che si susseguirono si verificarono due incidenti con perdita di due esemplari a causa di un cedimento strutturale durante picchiate ad alta velocità. La commissione tecnica incaricata di investigare giunse alla conclusione che le ali venne strappate dalla struttura centrale della fusoliera per cui si avviò la costruzione di un quarto prototipo, l'Hs 123 V4 D-IZXY, che introdusse una cellula rinforzata per ovviare al problema.
Le prove effettuate sull'Hs 123 V4 D-IZXY risultarono soddisfacenti e l'RLM decise di stipulare un contratto di fornitura per un primo lotto di esemplari di serie, indicati come Hs 123 A-1, che iniziarono ad essere prodotti dall'estate 1936 negli stabilimenti di Schönefeld e Johannisthal. L'Hs 123 A-1 era armato con le due mitragliatrici MG 17 e poteva trasportare su un attacco ventrale una bomba da caduta da 250 kg (SC 250) o, in alternativa, un serbatoio addizionale di combustibile, più altre quattro bombe, due per lato, da 50 kg (SC 50) in rack posizionati sull'intradosso dell'ala inferiore.

## Impiego operativo
Gli esemplari iniziarono ad essere consegnati nell'ottobre 1935, equipaggiano inizialmente il I./StG 162, unità sperimentale basata a Schwerin appositamente creata per testare il modello in ambito operativo.
Il primo impiego operativo in un'azione di guerra venne dalla partecipazione (non ufficiale) tedesca alla guerra civile spagnola. Sei di questi velivoli trovarono un impiego bellico nella Legione Condor, una unità aerea appartenente alla Germania nazista formata da volontari ed impiegata durante il conflitto in supporto alle forze nazionaliste di Francisco Franco. I primi tre arrivarono nell'autunno 1936 assegnati alla VJ/88, la speciale squadriglia creata per testare gli aerei da caccia. Posti agli ordini del Leutnant Heinrich Brücker, questi tre biplani parteciparono all'offensiva nazionalista contro Málaga nel gennaio 1937 e in seguito attaccarono le postazioni nemiche attorno Bilbao. Nonostante l'Hs 123 non si rivelò particolarmente adatto al bombardamento in picchiata, il capo di stato maggiore della legione Condor, l'Oberstleutnant Wolfram von Richthofen, nella primavera di quello stesso 1937 inviò a Brücker altri tre Hs 123. Di questi sei aerei, per l'estate ne erano andati persi quattro per varie ragioni, e gli ultimi due vennero trasferiti ad un'unità spagnola.
La neofondata Aviación Nacional, la componente aerea delle forze armate franchiste, ordinò successivamente altri 11 esemplari per integrare la flotta.

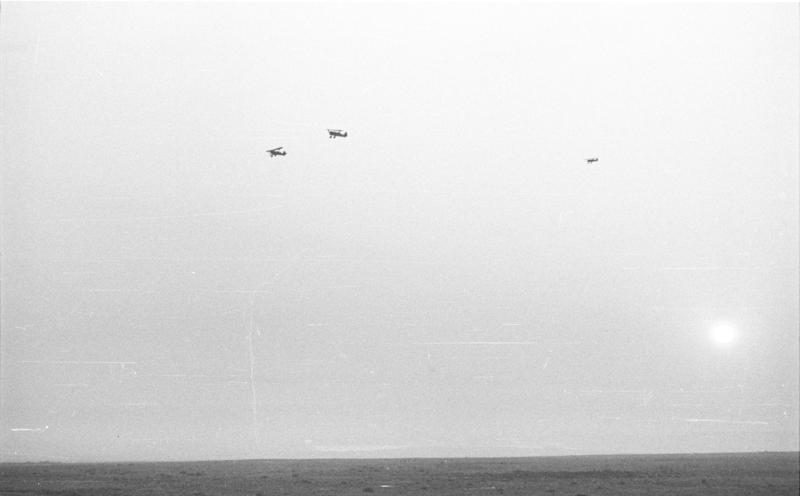
Una Squadriglia di Hs 123 sorvola il territorio russo, 1941 (Bundesarchiv).

Nel corso della seconda guerra mondiale, sul fronte orientale, volontari della Escuadrilla Azul (15 Spanische Staffel/VIII Fliegerkorps) del JG-27 con base a Vicebsk parteciparono alle operazioni con una flotta di Hs 123 accanto alle unità della II.(Schl.)/LG 2. Al momento dell'avanzata sovietica, nella primavera del 1944, tutti gli esemplari vennero definitivamente messi a terra. Erano oramai da tempo impiegati solo per missioni notturne, ma la messa a terra non fu dovuta all'obsolescenza del mezzo, bensì alla mancanza di pezzi di ricambio, infatti l'Hs 123 era ancora considerato uno dei migliori bombardieri per missioni di disturbo notturno di tutte le forze armate dell'asse, ruolo in cui si cimentò anche il Fiat C.R.42.
Nel teatro bellico asiatico venne intensamente impiegato dalla Chung-Hua Min-Kuo K'ung-Chün, l'aviazione militare della Repubblica di Cina, nello svolgimento della Seconda guerra sino-giapponese nel ruolo di bombardiere a tuffo attaccando le navi della Marina imperiale giapponese che risalivano il territorio sul Fiume Azzurro, soprattutto nel 1938.

## Versioni

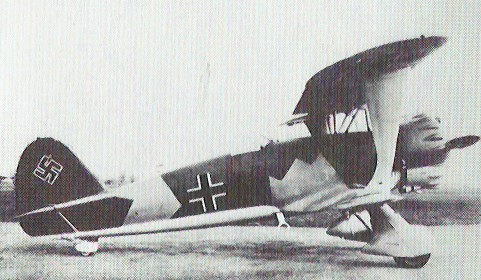
Vista laterale di un Hs 123 mancante ancora dell'attribuzione al reparto.

Hs 123 V1-V7
denominazione dei 7 prototipi realizzati.
Hs 123 A-0
versione di preserie, prodotta in 16 esemplari, WNr. 628-635 e 788-795.
Hs 123 A-1
versione di serie, la più prodotta.
Hs 123 B-1
Hs 123 C

## Utilizzatori
Cina
- Chung-Hua Min-Kuo K'ung-Chün

operò con 12 esemplari usandoli come bombardiere a tuffo.
 Germania
- Luftwaffe
  - Legione Condor

 Spagna
- Aviación Nacional
- Ejército del Aire